# 867 Kovacia
867 Kovacia là một tiểu hành tinh ở vành đai chính, thuộc nhóm tiểu hành tinh Hygiea. Nó được xếp loại tiểu hành tinh kiểu B. Tiểu hành tinh này do Johann Palisa phát hiện ngày 25.2.1917 ở Viên, và được đặt theo tên Friedrich Kovacs, thầy thuốc chữa trị bệnh cho vợ của Johann Palisa.